# شادی پتوسکی
شادی پتوسکی (به انگلیسی: Shadi Petosky) (زاده ۱۸ سپتامبر ۱۹۷۴) کارتونیست و شورانر آمریکایی است.
او یک زن ترنس است.